# Auguste Lumière (ingeniero)
Auguste Lumière (Besanzón, Francia; 19 de octubre de 1862-Lyon; 10 de abril de 1954) fue un ingeniero industrial y biólogo francés, pionero de la medicina humoral e ilusionista. Durante los años 1894-1895, participó con su hermano Louis en la invención de una cámara y proyección fotográfica animada, el Cinematógrafo, que obtuvo un éxito mundial.

## Biografía

### Primeros años
Auguste Marie Louis Nicolas Lumière era hijo del industrial, pintor y fotógrafo Antoine Lumière, nacido el 13 de marzo de 1840 en Ormoy (Alto Saona), y de Jeanne Joséphine Costille, nacida el 29 de septiembre de 1841 en París. Tuvo dos hermanos y tres hermanas: Louis (1864-1948), Jeanne (1870-1926), Juliette (1874-1924), Francia (1883-1924) y Édouard (1884-1917).

### Estudios
Después de ocho años en Besanzón, se trasladó con toda su familia a Lyon. Comenzó sus estudios como pasante en la Institución Franklin y luego ingresó a la School La Martinière Monplaisir en 1876, una escuela de gran reputación en ese momento para la formación de científicos. Al salir de ella Auguste se planteó seriamente entrar en la École polytechnique pero la formación que había recibido no incluía determinadas materias cuyos conocimientos eran obligatorios para aprobar el bachillerato y postularse, como latín, filosofía o literatura. Por lo tanto, se preparó solo para su bachillerato, que obtuvo en julio de 1879, gracias a un tutor de nombre Perronet, el cual era estudiante de medicina. Luego siguió un ciclo de matemáticas especiales en el Lycée de Lyon.
Los problemas de salud obligaron a Auguste a interrumpir sus estudios en 1881.

### Ejército militar
Tras liberarse de sus estudios superiores, anticipó su llamado al servicio militar y fue incorporado el 11 de noviembre de 1881 al 97 Regimiento de Infantería de Chambéry al que abandonó un año después, el 12 de noviembre de 1882 con el grado de sargento, bajo este estandarte durante hizo bocetos a lápiz entre dos ejercicios. Habiendo aceptado someterse a entrenamiento para convertirse en oficial de reserva, fue nombrado segundo teniente, asignado al 22 ° batallón de cazadores alpinos, luego ascendió algunos rangos para convertirse en capitán honorario del ejército territorial en 1912. Bajo la reserva tuvo la oportunidad de organizar un servicio fotográfico para el personal de Lyon, antepasado del servicio cinematográfico de los ejércitos (SCA, hoy ECPAD).
Tan pronto como Francia entró en guerra en julio de 1914, Auguste Lumière pidió inmediatamente reanudar el servicio. Tras su experiencia como clínico e investigador, y como exadministrador de los Hospitales Civiles de Lyon, fue destinado al Servicio de Salud del Hôtel-Dieu, a cargo de la gestión del servicio radiográfico, porque ya conocía el equipo. De 1914 a 1918 se realizaron más de dieciocho mil radiografías de pacientes y sus desarrollos e impresiones fueron ofrecidos por la Société Lumière. Fue durante estos años pasados en el Hôtel-Dieu cuando Auguste Lumière enunció las leyes de la curación, lo que le llevó a inventar un apósito para el tratamiento de las quemaduras que tuvo un gran éxito en todo el mundo, el Tulle gras Lumière que todavía esta comercializado.

### Matrimonio y descendencia
Auguste Lumière se casó con Marguerite Winckler (1874-1963) el 31 de agosto de 1893, cuya hermana Rose (1868-1925) se había casado con su hermano Louis en febrero del mismo año. Tuvieron dos hijos, Andrée (1894-1918), que murió de gripe española durante la famosa pandemia que causó treinta millones de muertos en todo el mundo según el Instituto Pasteur, y Henri (1897-1971), aviador e industrial, que tomó de su padre y su tío poco antes de la Segunda Guerra Mundial.

## Carrera profesional

### Ley de promotores
1883 fue el año en que se incorporó a la vida laboral, y Auguste Lumière, naturalmente, empezó a trabajar en la tienda de fotógrafos de su padre, con su hermano Louis. De su experiencia y su investigación, sacará en 1892 un enunciado de la Ley de desarrolladores.

### La invención del cinematógrafo

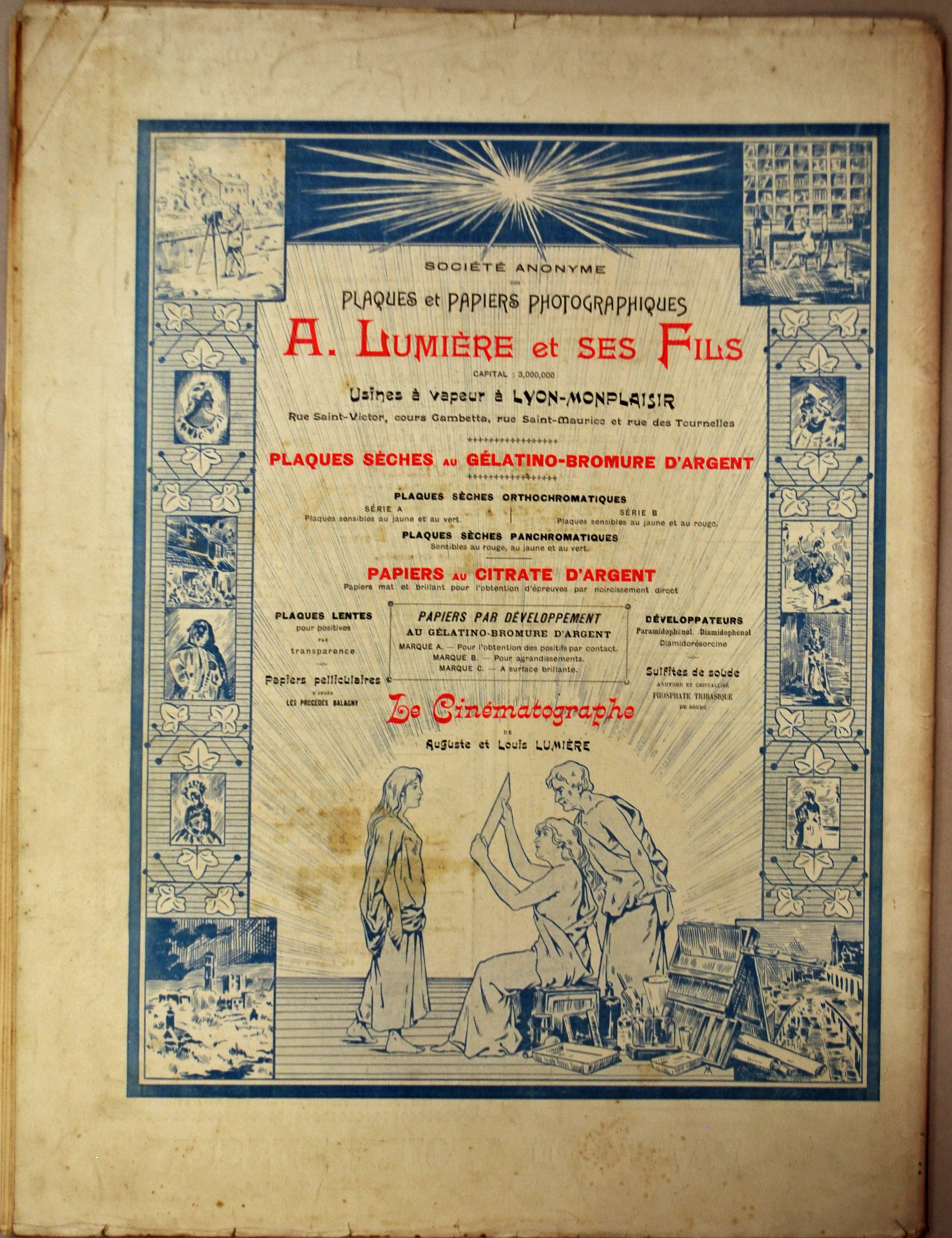
Anuncio en Paris-Noël, 1897

"Fue a finales del verano de 1894, a petición de su padre, asombrado por el Quinetoscopio de Edison", que Auguste y Louis se propusieron encontrar un mecanismo para proyectar imágenes: fotografías animadas frente a un público. Durante un viaje a París en 1894, su padre Antoine había asistido a una demostración en los principales bulevares del visor inventado por William Kennedy Dickson, asistente de Thomas Alva Edison para ver individualmente las primeras películas realizadas por Dickson con la primera cámara de cine, el cinematógrafo, utilizando un soporte flexible y resistente inventado porJohn Carbutt y comercializado por George Eastman, que Edison había tenido la idea de cortar en carretes de 35  mm de ancho, perforados en los bordes para asegurar un accionamiento intermitente mediante rodillos dentados. “El cine, tal como lo conocemos hoy, comenzó con la invención del cinetograma y el kinetoscopio. Estos dos dispositivos representan el primer método viable de cinematografía."  Antoine Lumière también había tenido la oportunidad de asistir a una proyección de los primeros dibujos animados del cine, pintados directamente por Émile Reynaud en película de 70  mm de ancho. La gente de Lumière estaba convencida de que tenía que inventar una máquina que uniera la película fotográfica perforada del tipo Edison con una proyección en una gran pantalla frente a un público reunido, a la manera de Reynaud. El 26 de diciembre de 1894, un artículo del republicano Lyon informa que “los hermanos Lumière [...] están trabajando actualmente en la construcción de un nuevo cinetograma, no menos notable que el de Edison y que pronto tendrán los Lyonnais, creemos nos da, la primicia.» Como vemos, el cinetograma de Edison sigue siendo el referente, ya que, desde un punto de vista histórico, es la primera cámara cinematográfica. Pero la invención de los hermanos Lyon lo suplantará. Auguste fue el primero en desarrollar su proyecto con un mecánico de las fábricas de Lumière, Charles Moisson y este intento no tuvo éxito.
Su hermano Louis luego reanudó la investigación y con la ayuda del ingeniero parisino Jules Carpentier, que trajo muchas transformaciones, produjo una primera máquina que Antoine Lumière quiso bautizar como "Domitor", pero que finalmente se denominaría nombre registrado de Cinematograph. . La elección de Jules Carpentier y los dos hermanos fue combinar varias funciones en una sola máquina, con algunos accesorios: rodaje, proyección en pantalla, impresión de copias. Un dispositivo triple que cualquier persona adinerada puede comprar, a diferencia del cinetograma, utilizado exclusivamente por Dickson y los operadores de Edison, del cual solo las películas ya filmadas están a la venta con una máquina específica para visualizarlas individualmente, el Quinetoscopio (el uso de la palabra inglesa film, que significa capa, velo, para designar las bobinas de película que se están imprimiendo se debe a Edison). Louis utilizará su talento como fotógrafo, heredado de su padre, para realizar las primeras películas de Lumière, a las que llama vistas fotográficas animadas. Auguste aparece en varios de ellos como actor aficionado, o más bien como sujeto de estos pequeños reportajes en un solo plano de unos cincuenta segundos cada uno.
Durante el año 1895, la familia Lumière organizó proyecciones privadas para consultar al mundo científico, luego fue la famosa primera proyección pública el 28 de diciembre en el Salon indien du Grand Café de París, que reunió solo a un puñado de espectadores y luego es el fenomenal éxito de la cinematografía lo que provoca en el mundo la aparición de muchas otras cámaras ya en gestación.

### La vocación de biólogo
Como él mismo dijo en su autobiografía, Auguste luego perdió el interés por el cine (Le dejé el problema a mi hermano) y siguió preguntándose sobre las características químicas de los desarrolladores, lo que le llevó a llevar a la creación de un laboratorio de fisiología y farmacodinamia experimental para orientar sus descubrimientos hacia la medicina experimental. Estos serán los Laboratoires Lumière, construidos en el 45 rue Villon en Lyon, gestionados por él mismo hasta el 25 de octubre de 1940, cuando pasó la presidencia de su empresa a su hijo Henri.
Augustus continuó trabajando con pasión hasta su muerte en 1954, buscando constantemente respuestas al por qué de la ciencia.

## Los años de guerra y colaboración
“Simpatizante del régimen de Vichy ” según Alexandre Moatti, “Auguste Lumière, como su hermano, se adhiere a las ideas de la revolución nacional. Para él, es un auténtico soplo de aire fresco: le seduce el cuestionamiento de los poderes tradicionales que implica. Él también lleva veinte años luchando contra el poder establecido, el de los académicos [...] Auguste Lumière, entonces de 79 años, retoma su antífona sobre el "martirologio de los innovadores" que allana la historia de los grandes descubrimientos». Fue entonces cuando publicó en particular Los cazadores de huesos del progreso, Los mandarines contra los pioneros de la ciencia, en los que proponía una reforma de la Academia de Ciencias, si no su abolición, se trataría de sustituirlo por una organización encargada de "apoyar a los artesanos del progreso y protegerlos de la incomprensión y bajeza de sus conciudadanos. Moatti se pregunta sobre esto: “[el reconocimiento] que la Academia antes de 1940 no le concedió, ¿se lo traerá la revolución nacional de Vichy? En este sentido, ¿no pueden explicarse las derivaciones ideológicas de hombres que han buscado en vano el reconocimiento de su trabajo científico mediante una transferencia al campo de la ideología política de su abrumadora necesidad de reconocimiento, por ejemplo a favor de 'una revolución que pueda promover? tal transferencia, en estas mentes ya acaloradas?".
Nombrado en 1941 para el consejo municipal de Lyon, fue condecorado con la Orden de los Franciscos como su hermano Luis y formó parte del comité honorario de la Legión de voluntarios franceses contra el bolchevismo, junto a Fernand de Brinon, Abel Bonnard y Alphonse de Chateaubriant. Sin embargo, como señala Pascal Ory Respecto a los dos hermanos Lumière, “para un Lumière, un d'Arsonval, un Jean-Louis Faure, difícilmente se superará la etapa de una o dos declaraciones a la prensa, aunque la propaganda sepa sacar el máximo partido de ella. "En la misma línea, Paul Ariès señala sobre su participación en el ayuntamiento de Vichy que" Auguste [escribe] a [su hermano] Louis para no entender nada de lo que se dice en el sentido propio, pero quizás también en el sentido figurado."

## Publicaciones de posguerra
Auguste Lumière publicó una serie de otras obras después de la guerra:
- Aures habent y no audient , impr. c / o Light Laboratories, 1950.
- Investigación científica , empresa editorial de educación superior, 1948.
- Tuberculosis. Contagio, herencia , Imprimerie Léon Sézanne, 1930.
- La enfermedad que gran desconocida, 1949.
- Verdades del mañana. Reumatismo, inflamación, tuberculosis, cáncer, sífilis 2 ªedición 1951.
- El cáncer y el secreto de su génesis, 1953.
- Mi trabajo y mis días, La Colombe, 1953.

## Creaciones

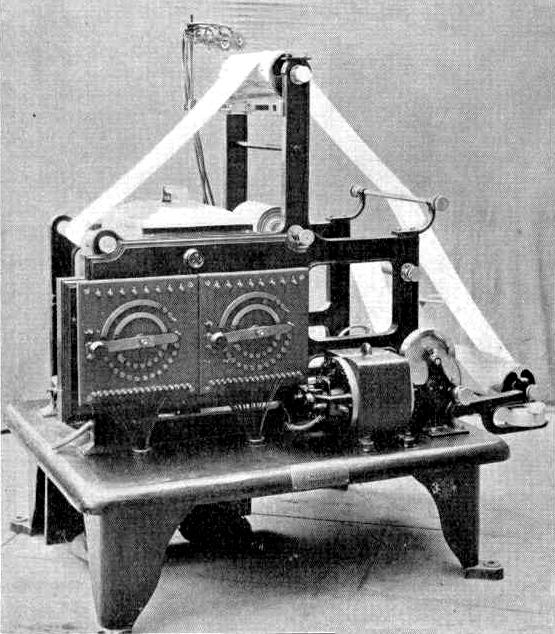
Registrador para el registro continuo de análisis médicos inventado por Auguste Lumière en 1900.

Los distintos establecimientos creados por Auguste Lumière no siempre contaron con todo el equipamiento necesario para sus actividades. Así tuvo la oportunidad de inventar o mejorar los siguientes sistemas:
- un registrador de luz para inscripciones continuas (antepasado del electroencefalograma)
- pinzas para reemplazar una mano amputada
- un microscopio nefelométrico
- un dispositivo de vidrio para recolectar plasma sanguíneo
- un regulador de horno
- un dispositivo para abrir las mandíbulas de animales grandes
- un dispositivo para recolectar la sangre de animales pequeños
- un retenedor para inyecciones en la yugular en cobayas
- un dispositivo de alimentación forzada

## Libros y publicaciones
Para dar a conocer su trabajo y sus resultados, Auguste Lumière, de 1893 a 1953, escribió 62 trabajos fundamentales y 784 publicaciones científicas  , las principales de las cuales se refieren a los siguientes campos :

### Anafilaxia
Declaración, treinta y dos años después de la experiencia de Paul Portier (1866-1962) y Charles Richet (1850-1935) en 1902, de la correcta explicación del fenómeno anafiláctico y corrección de ciertos errores.

### Bacteriología y antisepsia
Refutación y explicaciones de la teoría de los simbiosis de Portier (1919) - Fermentación láctica - Resistencia de microorganismos a altas temperaturas - Estudio en medios de cultivo favorables al desarrollo del bacilo de Koch - Asepsia.

### Botánico
Las vitaminas no son necesarias para el desarrollo de las plantas. Las hojas muertas se oponen a la germinación. Los fertilizantes orgánicos pueden sustituirse ventajosamente por sales minerales.

### Cáncer
Descubrimiento del origen de la cicatrización de la mayoría de los cánceres epiteliales  - Demostración de la ausencia de cualquier organismo vivo capaz de transmitir el cáncer.

### Química fotográfica
Ley de los desarrolladores orgánicos  - Propiedades de las sales mangánicas - Mejora de las técnicas de desarrollo.

### Quimioterapia
Sobre el uso de persulfato de sodio en el tratamiento del tétanos - Tioderivados metálicos - Tartratos bórico-potásico y bórico-sódico - Tratamiento del impétigo - Colodión.

### Cicatrización de la herida
Reglas de curación establecidas por Lumière.
- La tasa de curación de una herida en la piel es constante solo a lo ancho. En su longitud y en la superficie, la curación es más rápida al principio que al final.
- 2 heridas con 2 superficies diferentes tienden a cerrarse al mismo tiempo.
- La asepsia (suero phy ') aceleró la curación (+ 17%) frente a la antisepsia, pero en 4 de 17 casos se desarrolló una infección.
- El cambio de apósito debe ser diario en una herida infectada, cada 2/3 días en una herida no infectada.

### Coagulación sanguínea
La acción de las sales de zinc - Propiedades anticoagulantes de las sales de oro - Propiedades anticoagulantes de los productos de pirogenación del ácido cítrico.

### Coloides y medicina humoral
Auguste Lumière dedicó veinte años de su carrera investigadora a perfeccionar su teoría coloidal que le llevó a publicar un libro de 800 páginas en 1933  . En 1949 publicó una obra, La enfermedad, esta gran desconocida  , en la que presenta en detalle los sesenta y cinco problemas científicos esclarecidos por su teoría de los coloides y miscelloides. Esta teoría no será reconocida por la comunidad científica y médica. El rechazo de esta teoría por parte de sus maestros fue resentido por Auguste Lumière, quien expresó sus sentimientos en su obra The Bone Hunters of Progress: The Mandarins Against the Pioneers of Science, publicado en 1942.
Su investigación sobre coloides y miscelloides lo llevó a relanzar la teoría humoral  querida por Hipócrates, sin éxito, mientras que el fármaco esencial que extrajo de ella, Emgé Lumière en 1920, se comercializó hasta 1997. Parece que la razón de esto El antagonismo hacia sus descubrimientos en el campo de la medicina fue motivado por el hecho de que no era médico, sino autodidacta, por lo tanto necesariamente incompetente en este campo preciso.

### Demografía
Invención del método de estadísticas de control heterogéneo, presentado a la Academia de Ciencias de Francia el 17 de julio de 1933.

### Hemólisis
Toxicidad y poder globulicida - Influencia de altas presiones sobre las propiedades hemolíticas de los sueros - Hiperleucocitosis - Efectos de sustancias hemolíticas no proteicas - Influencia del colesterol sobre la resistencia globular en un ambiente hipotónico.

### Granuloterapia
La acción de las suspensiones de carbono en la circulación sanguínea - Influencia en la fórmula leucocitaria, en la glucemia y en la calorificación - Resultados indiscutibles.

### Farmacodinámica
Semicarbazidas y criogenina - Vacunación oral y enterovacuna - Tioderato metálico, alocrisina  y criptargol - Proceso de secado instantáneo en frío y opozonas - Creación de nuevos hipnóticos - Hermofenilo y compuestos organometálicos mercurio - Hiposulfito de magnesio (Emgé Lumière) - Tul gras y no -Apósitos adherentes.

### Fotografía
Descubrimiento de la función reveladora - Estudio de sales manganática, cérica, cobalto y vanádica - Obtención de imágenes por ennegrecimiento directo - Antioxidación de preparados para uso fotográfico - Otros trabajos, habiendo dado lugar a la publicación global de alrededor de 200 artículos, la mayoría presentados a la Sociedad Francesa de Fotografía.

### Serología y hematología
Efecto de bases y ácidos en el organismo - Toxicidad comparativa de los sueros - Papel del ácido carbónico en la toxicidad de los sueros - Leucocitosis artificial - Determinación y titulación de la alcalinidad de la sangre - pH de la sangre.

### Tétanos
Sobre el trabajo de Auguste Lumière sobre el tétanos, el Dr. Paul Vigne, director en ese momento de la oficina de higiene de Lyon y editor en jefe de la revista periódica L'Avenir medical , escribió: “A cargo del tratamiento del tétanos durante el En la guerra de 1914-1918, Auguste Lumière descubrió la curiosa propiedad del persulfato de sodio que, utilizado en inyecciones intravenosas, suprime o atenúa considerablemente las crisis espasmódicas tan dolorosas de los pacientes ”.

### Tuberculosis
Auguste Lumière se cuestionó a sí mismo en 1910 sobre la veracidad de las conclusiones de Robert Koch tras su descubrimiento del bacilo en 1882  observando la falta de comunicación de la tuberculosis entre marido y mujer: "La enfermedad sólo se transmite por contagio". Antes de Koch, la teoría comúnmente aceptada era la de la transmisión hereditaria. Auguste Lumière, convencido de que había varios casos a diferenciar ( "Niños muy pequeños y adultos de regiones libres de todas las infecciones") defendió durante toda su vida su tesis a la que denominó "heredo-tuberculosis", sobre la que escribió seis obras de referencia y más de cien memorias  . Esta teoría resultó infundada y fue criticada contra Auguste Lumière.

### Vacunación e inmunidad
Creación de enterovacunación oral - Invención de opozonas  , ingredientes activos de un órgano fresco destinado a su regeneración  , ancestros de las células madre.

### Vitaminas
Anorexia en palomas alimentadas con arroz descascarillado - Influencia de las vitaminas en el funcionamiento de las glándulas con secreción externa - Influencia de las vitaminas en el desarrollo de las plantas.

## Contribución

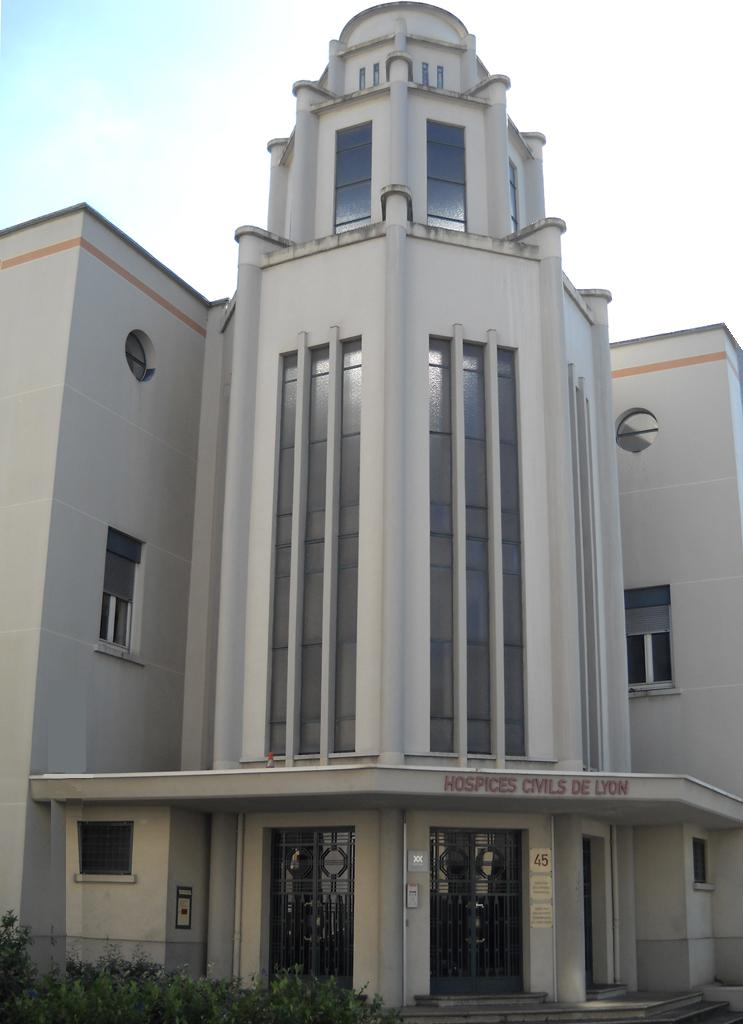
Entrada principal de los antiguos laboratorios Lumière de Lyon.

Además de las invenciones, firmadas por contrato tácito con su hermano, de la famosa placa fotográfica “seca” llamada Blue Label que hizo fortuna en 1885, del cinematógrafo en 1895 que no les aportó mucho económicamente y de la placa autocroma en 1903, que fueron esencialmente obra de Louis Lumière, Auguste Lumière contribuyó sobre todo al bien común a través de su labor como biólogo y clínico, reconocido por su admisión como miembro correspondiente de la Academia de Medicina de París en 1919, corresponsal de la Academia de Ciencias de Franciapara la sección de medicina y cirugía en 1928  y su ingreso, con su hermano, en la Academia de Ciencias, Letras y Artes de Lyon.
Para desarrollar su investigación tras el descubrimiento de las leyes de los desarrolladores (revelador de fotos), Auguste Lumière decide crear en Lyon y a sus expensas un laboratorio de química, un laboratorio de farmacodinámica y una clínica, todos inaugurados en 1910, completados por una unidad de investigación química. en 1914. Las condiciones que allí se tratan son principalmente asma, reumatismo, dermatosis, migrañas, enfermedades pulmonares, gastrointestinales, renales y hepáticas, infecciones crónicas, furunculosis, angioedema, estados anémicos y asténicos e hipertensión.
Pero sus contribuciones probablemente más importantes fueron el fruto de sus estudios sobre curación, que lo llevaron a la producción de tulle gras y su exitosa investigación sobre la medicina humoral querida por Hipócrates, éxito que le permitió comercializar Emgé Lumière en 1920, un medicamento finalmente retirado en 1997, es decir, después de 77 años de comercialización y prescripción.
Tuvo un éxito mucho más controvertido con su teoría del no contagio de la tuberculosis, para la que apoyó toda su vida la tesis hereditaria "en la mayoría de los casos", teoría desarrollada -evidencia estadística para sustentarla- en seis libros y ciento cincuenta. sesenta memorias.

## Honores y homenajes

### Homenajes
- Miembro correspondiente de la Academia de Ciencias de Francia, sección de medicina y cirugía.
- Miembro correspondiente de la Academia de Medicina de París.
- Miembro de la Academia de Ciencias, Letras y Artes de Lyon.
- Miembro correspondiente de la Academia de Medicina de Madrid.
- Miembro correspondiente de la Academia Médica de Río de Janeiro.
- Doctor honoris causa por la Universidad de Berna.
- Asesor Honorario de Comercio Exterior de Francia.
- Corresponsal del Ministerio de Educación Pública.
- Miembro del Comité de Obras Históricas y Científicas.
- Miembro del jurado de las exposiciones de Lyon en 1894, Milán en 1894, Burdeos en 1895, Bruselas en 1897, Rouen en 1897, Roma en 1897 y Lyon en 1908.
- Presidente de la Exposición Internacional de Higiene de Lyon en 1914.
- Vicepresidente de la Sociedad Francesa de Higiene de París.
- Vicepresidente de la Sociedad de Hematología de París.
- Delegado cantonal de la ciudad de Lyon.

### Premios
- Gran Oficial de la Legión de Honor.
- Oficial de la academia.
- Medalla de Honor por Epidemias (vermeil).
- Gran Cruz de la Real Orden de San Sava (Serbia).
- Comendador de la Orden de Nicham-Iftikhar (Túnez).
- Oficial de la Orden de la Corona de Italia.
- Oficial de la Orden de los Medjidie (Imperio Otomano).
- Oficial de la Real Orden de Camboya.
- Oficial de la Orden Imperial del Dragón de Annam (Kim-Khanh, 1 st  clase, Vietnam).
- Caballero de la Orden de los Santos Mauricio y Lázaro (Casa de Saboya - Italia).
- Medalla Rey Norodom.
- Orden de los Franciscos .

### Otros premios
- Gran Premio del Marqués de Argenteuil de la Sociedad de Fomento de la Industria Nacional.
- Gran medalla de oro del Touring club de Francia.
- Medalla Péligot de la Sociedad Francesa de Fotografía.
- Medalla de Berro Elliot del Instituto Franklin de Filadelfia.
- Medalla de Progreso de la Royal Photographic Society de Londres.
- Medalla de oro de la Photographische Gesellschaft de Viena (Austria).
- Medalla de oro de la Compañía Industrial de Rouen.
- Premio Lebrun (medalla Vermeil) de la Académie de Lyon.
- Gran medalla de oro de la Sociedad para el Fomento del Progreso.
- Medalla de oro de la Sociedad de Química Industrial.